# Forêt nationale de Passa Quatro
La forêt nationale de Passa Quatro (portugais : Floresta Nacional de Passa Quatro) est une forêt nationale brésilienne. Elle se situe dans la région Sud-est, dans l'État du Minas Gerais.
Le parc fut créé en 1968 et couvre une superficie de 335,37 hectares.
Il s'étend sur le territoire de la municipalité de Passa Quatro.